# Clystea eburneifera
Clystea eburneifera là một loài bướm đêm thuộc phân họ Arctiinae, họ Erebidae.